# Ommata tibialis
Ommata tibialis är en skalbaggsart som beskrevs av Fuchs 1961. Ommata tibialis ingår i släktet Ommata, och familjen långhorningar. Inga underarter finns listade i Catalogue of Life.